# Compsaditha seychellensis
Compsaditha seychellensis är en spindeldjursart som beskrevs av Beier 1974. Compsaditha seychellensis ingår i släktet Compsaditha och familjen Tridenchthoniidae. Inga underarter finns listade i Catalogue of Life.